# 拉卢瓦耶尔
拉卢瓦耶尔（法語：La Loyère，法語發音：[la lwajɛʁ]）是法国索恩-卢瓦尔省的一个旧市镇，属于索恩河畔沙隆区。2016年，拉卢瓦耶尔与市镇弗拉涅合并为新市镇弗拉涅-拉卢瓦耶尔。

## 地理
拉卢瓦耶尔（46°50'37"N, 4°49'43"E）面积5.77 平方千米，位于法国勃艮第-弗朗什-孔泰大區索恩-卢瓦尔省，该省份为法国中部省份，北起顺时针与科多尔省、汝拉省、安省、罗讷省、卢瓦尔省、阿列省和涅夫勒省接壤。
与拉卢瓦耶尔接壤的市镇（或旧市镇、城区）包括：弗拉涅、尚福尔热伊、法尔日莱沙隆、方丹、莱萨尔勒纳雄耐尔、大维雷。

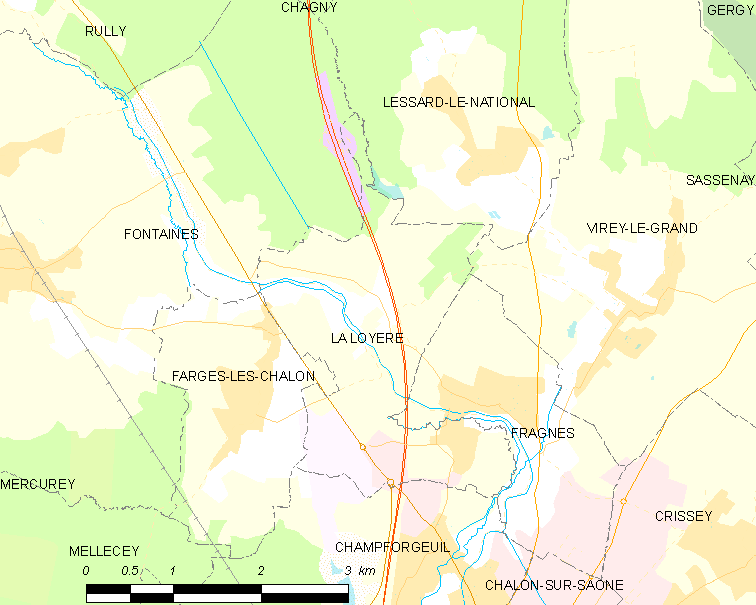
拉卢瓦耶尔的OSM定位图

拉卢瓦耶尔的时区为UTC+01:00、UTC+02:00（夏令时）。

## 行政
拉卢瓦耶尔的邮政编码为71530，INSEE市镇编码为71265。

## 政治
拉卢瓦耶尔所属的省级选区为索恩河畔沙隆第一县。

## 人口

1962-2008年间拉卢瓦耶尔人口变化图示

拉卢瓦耶尔于2013时的人口数量为436人。